# スーパーボーイ (架空の人物)
スーパーボーイ（英: Superboy）、コナー・ケント（英: Conner Kent）は、DCコミックスの出版するアメリカン・コミックスに登場する架空のスーパーヒーロー。カール・ケセルとトム・グラメットによって創造され、1993年の"Adventures of Superman #500"で初登場した。

## 人物
『デス・オブ・スーパーマン』でドゥームズデイによってスーパーマンが殺された後、プロジェクト・カドモスの所長ポール・ウェストフィールドはスーパーマンのDNAからクローンを作り出すために遺体を盗み出す。遺伝子を採取した際、スーパーマンの体が生体電気に覆われていることを発見する。生体電気の反応を再現して、クローンにスーパーマンと似た能力を持たせることに成功する。1つの細胞から1週間で10代にまで成長し、年齢に見合った記憶を人工的に施され、スーパーボーイが誕生した。

## 歴史

### メトロポリスキッド
プロジェクト・カドモスの施設から脱走しメトロポリスに辿り着くと、スティール、サイボーグスーパーマン、バイザースーパーマンと同時期に「スーパーマンの後継者」として植え付けられた記憶のままに活動しはじめる。サイボーグスーパーマンに捕らわれて以降は、復活したスーパーマンやスティール、スーパーガールと共闘してサイボーグスーパーマンを倒す。その後はスーパーマンとガーディアンの説得でプロジェクト・カドモスに戻ることになり、その際にスーパーマンから改めて「スーパーボーイ」と名付けられる。

### スーパーボーイ
プロジェクト・カドモスの一員となるとメトロポリスを去り、プロジェクト・カドモスに斡旋され活動の場をハワイ州に移す。ハワイでは政府直属の任務としてアマンダ・ウォーラーに招集されデッドショット、キャプテン・ブーメラン、ノックアウトらと共にスーサイド・スクワッドに参加した。
ある日、スーパーボーイはスーパーマンに「孤独の要塞」へと招かれる。そこでクリプトン人の歴史を追体験しエル家のことやスーパーマンが地球で活動する意義を知る。スーパーマンからスーパーボーイにコン゠エルの名前を与えられ、仕事仲間では無く、エル家のSのシンボルを持つ者同士協力して欲しいと頼まれる。クローンとして生まれ、それまで自身の過去も家族もいなかったスーパーボーイは、個人として名前がついたことに涙を溢れさせて喜んだ。

## 書誌情報
| タイトル                        | 収録内容                                              | 刊行日     | ISBN           |
| ------------------------------- | ----------------------------------------------------- | ---------- | -------------- |
| Superboy: Trouble in Paradise   | Superboy Vol.4 #0-10                                  | 2018年1月  | 978-1401275136 |
| Superboy: The Boy of Steel      | Adventure Comics #0-3,5-6, Superman Secret Files 2009 | 2011年5月  | 978-1401227739 |
| Superboy: Smallville Attacks    | Superboy Vol.5 #1-11                                  | 2011年12月 | 978-1401232511 |
| New 52                          |                                                       |            |                |
| Superboy Vol.1: Incubation      | Superboy Vol.6 #1-7                                   | 2012年8月  | 978-1401234850 |
| Superboy Vol.2: Extraction      | Superboy Vol.6 #0, 8-12, Teen Titans Vol.4 #10        | 2013年6月  | 978-1401240493 |
| Superboy Vol.3: Lost            | Superboy Vol.6 #13–19, Superboy Annual Vol.6 #1       | 2014年1月  | 978-1401243173 |
| Superboy Vol.4: Blood and Steel | Superboy Vol.6 #20–25                                 | 2014年7月  | 978-1401246853 |
| Superboy Vol.5: Paradox         | Superboy Vol.6 #26–34, Superboy: Future's End #1      | 2015年1月  | 978-1401250928 |

## 他のメディア

### ドラマ
ヤング・スーパーマン (2001年-2011年)
　アレクサンダー/コナー・ケント
演 - ジェイコブ・デイビーズ/ルーカス・グラビール
最終シーズン（ｓ１０）の第6話と第16話に登場した。
レックス・ルーサーの遺伝子とクラーク・ケントの遺伝子を合わせ持つクローン。
アレクサンダーと言う名前で呼ばれていたが、クラークが保護してコナー・ケントという新しい名前を与えた。

#### TITANS/タイタンズ（英語版）(2018年-現在)
演 - ジョシュア・オーピン

### アニメ
ヤング・ジャスティス (2010年-現在)
声 - ノーラン・ノース、日本語吹替 - 新垣樽助
レイン・オブ・ザ・スーパーメン (アニメ) (2019年)
声 - キャメロン・モナハン
ジャスティス・リーグ：ダーク アポコリプス・ウォー (アニメ)   (2020年)